# Lachnoloma lehmannii
Lachnoloma lehmannii är en korsblommig växtart som beskrevs av Aleksandr Andrejevitj Bunge. Lachnoloma lehmannii ingår i släktet Lachnoloma och familjen korsblommiga växter. Inga underarter finns listade i Catalogue of Life.